# Валеріу Лазер
Валеріу Лазер (рум. Valeriu Lazăr; *20 травня 1968, с. Мінжір, Гинчештський район) — міністр економіки Молдови (2005—2006, 2009—2014).

## Біографія
У 1992 закінчив факультет механізації і автоматизації Державного аграрного університету Молдови.
Починаючи з 1994, працює в міністерстві економіки, виконуючи наступні функції: фахівець-координатор Національного агентства з просування іноземних інвестицій (1994), радник генерального директора Департаменту зовнішніх економічних зв'язків (1994-1996), радник міністра економіки (1996-1998), радник заступника прем'єр-міністра і міністра економіки (1998-1999), перший заступник Державного міністра (1999).
У 2004-2005 Лазер обіймає посаду заступника міністра економіки. 19 квітня 2005 був призначений на посаду міністра економіки Молдови. 18 вересня 2006 його було відкликано з посади.
У 2009 Лазер став членом Демократичної партії Молдови, за списком якої був обраний до парламенту Молдови. 25 вересня 2009 було призначено на посаду заступника прем'єр-міністра і міністра економіки. 3 липня 2014 було відкликано з посади.
10 липня 2014 року був обраний головою Торгово-промислової палати Молдови. У цей же день було прийнято рішення піти з Демократичної партії, у зв'язку з тим, що Торгово-промислова палата Молдови є неполітичною організацією.